# Luigi Cadorna
Pour les articles homonymes, voir Cardona (homonymie).
Luigi Cadorna, né le 4 septembre 1850 à Pallanza (Verbania) dans le royaume de Sardaigne et mort le 21 décembre 1928 à Bordighera, est un militaire italien qui réorganisa l'armée royale italienne (Regio Esercito) à la veille de la Première Guerre mondiale. Il en fut le chef d'état major durant les trente premiers mois du conflit.

## Biographie
Fils du général Raffaele Cadorna, il est initié par son père aux études militaires en 1860 : d'abord à l'école militaire "Teulié" de Milan, puis cinq ans plus tard à l'Académie royale de Turin, où il est nommé sous-lieutenant (sottotenente) d'artillerie en 1868. En 1867, il est admis comme étudiant à l'école de guerre nouvellement fondée à Turin. En 1870, servant dans le 2e régiment d'artillerie, il participe aux brèves opérations militaires contre Rome dans le corps expéditionnaire commandé par son père. Capitaine (Capitano) en 1880, il est promu au grade de major (maggiore) en 1883 et affecté à l'état-major général du corps d'armée du général Giuseppe Salvatore Pianell. Il a ensuite assumé le poste de chef d'état-major du commandement de la division à Vérone. En 1889, il épouse Maria Giovanna Balbi du marquis Balbi de Gênes. En 1892, promu colonel (colonnello), il obtient sa première affectation opérationnelle en tant que commandant du 10e régiment de Bersaglieri, se faisant remarquer par son interprétation stricte de la discipline militaire et son recours fréquent à des sanctions sévères qui lui valent également des réprimandes écrites de ses supérieurs. Il était cependant particulièrement apprécié (notes caractéristiques) par les généraux Pianell et Baldissera, qui étaient ceux qui jouissaient de la plus grande reconnaissance dans l'armée en termes de capacité.
Au cours des manœuvres de mai 1895, toujours à la tête du 10e régiment, il a l'occasion de clarifier pour la première fois les principes tactiques qui constitueront plus tard la base de sa foi inébranlable dans l'offensive à outrance. En 1896, ayant abandonné ses fonctions opérationnelles, il prend le poste de chef d'état-major du corps d'armée de Florence ; pendant le congé du commandant général Roberto Morra, ce dernier est remplacé par le prince héritier (futur Vittorio Emanuele III) qui lui dit : 
" Un officier intelligent comme vous devrait être nommé général sur le champ".
En 1898, avec sa promotion au grade de lieutenant général (tenente generale), il rejoint le cercle restreint des officiers supérieurs de l'armée. Son ascension, bien que lente, s'est avérée régulière malgré ses nombreuses récriminations contre l'obstructionnisme présumé de ses supérieurs. La même année, il doit faire face à son premier revers, lorsque le poste d'inspecteur général (ispettore generale) des Alpini devient disponible, le général Hensch lui est préféré. Cadorna se voit confier le commandement de la brigade "Pistoia", alors stationnée à L'Aquila, qu'il conservera pendant quatre ans. C'est à cette époque que Cadorna rédige un manuel consacré aux méthodes d'attaque de l'infanterie, dans lequel il réaffirme sa foi dans les tactiques offensives, alors très en vogue dans l'armée.
En 1905, il prend le commandement de la division militaire d'Ancône et en 1907, il est à la tête de la division militaire de Naples avec le grade de lieutenant-général (tenente generale), atteignant ainsi les plus hauts échelons des forces armées. La même année, son nom est mentionné pour la première fois comme successeur possible du général Tancredi Saletta, en très mauvaise santé, au poste suprême de chef d'état-major de l'armée de terre. Mais l'année suivante, lorsque Saletta abandonne finalement le poste, Cadorna est écarté au profit du général Alberto Pollio : les sentiments d'hostilité proclamés de Cadorna envers le chef du gouvernement de l'époque Giovanni Giolitti et une lettre qu'il avait envoyée le 9 mars à Ugo Brusati, premier aide du roi et frère de Roberto Brusati, le futur commandant de la 1re armée, qui en 1916 sera démis de ses fonctions par Cadorna avant la bataille des Plateaux, ne sont certainement pas étrangers à ce revirement.
Aux questions de Brusati sur les intentions futures de Cadorna après l'obtention du poste, et en particulier sur la préservation des prérogatives du Roi (formellement commandant en chef de l'armée), sur le respect desquelles il voulait évidemment obtenir des assurances formelles, il répondit avec peu d'esprit diplomatique mais avec une honnêteté intellectuelle et morale en soutenant le principe de l'unicité et de l'indivisibilité du commandement : Dans cette circonstance, bien que les pouvoirs du souverain soient sanctionnés par le Statut albertin (Statuto Albertino), Cadorna est déterminé à préciser comment, à son avis, la responsabilité du commandement de l'armée appartient de facto au seul chef d'état-major.
Bien que par ses déclarations il soit alors conscient de s'être mis hors jeu de ses propres mains, la nomination de Pollio inaugure une saison de relations difficiles entre les deux hautes personnalités, destinées à ne se terminer qu'en 1914, avec la mort de ce dernier. À l'amertume de Cadorna d'être préféré à son collègue (mal aimé dans certains milieux pour ses origines modestes, fils d'un ancien capitaine de l'armée des Bourbons) s'ajoutent des contrastes stridents de nature doctrinale, où l'approche offensive rigide de la pensée tactique de Cadorna s'oppose aux conceptions opérationnelles plus souples du nouveau chef d'état-major, fondées sur la conscience du rôle de l'artillerie et des armes à feu modernes sur le champ de bataille. Cadorna poursuit néanmoins sa carrière et, en 1911, il prend le commandement du corps d'armée de Gênes.
L'année suivante, le conflit avec l'Empire ottoman éclate et, bien que Cadorna soit le candidat in pectore pour le commandement d'un corps d'armée destiné à un service outre-mer, il est préféré au général Carlo Caneva pour la conduite des opérations militaires en Libye. Cadorna, à l'âge de soixante et un ans, n'avait pas encore reçu de commandement opérationnel sur le théâtre de la guerre : ce retard se révélera toutefois avantageux pour lui, car il pourra aborder la Première Guerre mondiale en se targuant d'une carrière exempte des échecs qui ont ponctué l'histoire récente des armes italiennes, de la campagne d'Abyssinie culminant avec la défaite d'Adoua, aux opérations militaires sanglantes et coûteuses contre la guérilla libyenne (vaincue seulement en 1934).

## Commandant en chef des troupes italiennes
Militaire italien de l'état-major général, il est cependant conscient des implications de la politique louvoyante de l'Italie entre les deux blocs d'alliance, insistant, en 1902, sur la modification des obligations du royaume d'Italie envers ses alliés de la Triplice induite par le traité de 1902 avec la France.
À la suite du décès subit de son prédécesseur Alberto Pollio, il devient chef de l'état-major général italien en juillet 1914. À ce poste, conscient du caractère provisoire de la neutralité italienne et partisan de l'entrée de l'Italie dans le conflit contre la double monarchie Habsbourgeoise, il met en place les conditions d'une mobilisation accrue, faisant passer les effectifs de 250 000 soldats sous les drapeaux à 550 000 hommes en quelques mois, même s'il ne peut suppléer au manque d'équipements des unités, puis, en 1916, crée, grâce aux productions de l'industrie de guerre, treize nouvelles divisions parfaitement équipées
Une fois la guerre déclarée, il installe son quartier général à Udine, où le roi vient rapidement le rejoindre. Mais sa conduite de la guerre génère dans le royaume un certain nombre de critiques, aussi bien de la part des hommes politiques que de ses subordonnés. En effet, il concentre dans ses mains un pouvoir immense et il est flanqué d'un ministre sans portefeuille.
À ce poste, il participe à la mise en place de la stratégie alliée, décidée conjointement à partir de l'été 1917 et défend le point de vue de son gouvernement dans la conduite de la guerre, parfois contre l'avis des commandants en chefs des autres armées de l'Entente. Cependant, dès le printemps 1916, pour faire face à une offensive autrichienne, il demande à ses alliés de lancer les offensives, de Broussilov en Russie et Bataille de la Somme en France.
Au printemps 1917, il tente une négociation avec Vienne, proposant la sortie de son pays du conflit moyennant la cession du Trentin et de la côte dalmate jusqu'à Aquilée.

### Opérations menées sous sa direction
Alors qu'il a une attitude défensive dans le Trentin, il lance des offensives le long de la rivière Isonzo, entraînant peu de succès et beaucoup de pertes humaines. En effet, il est partisan d'attaques frontales et privilégie le choc plutôt que la manœuvre. Ses principaux succès furent l'arrêt de l'offensive autrichienne au Trentin, la prise de Gorizia et la victoire de Bainsizza. Cependant, ces succès sont amoindris par le manque de réaction des Serbes, informés des conditions, défavorables pour eux, du Traité de Londres, par la combativité des soldats de la double monarchie et l'efficacité de ses services de renseignements.
En 1916, en lien avec les offensives menées sur les autres fronts, il coordonne les attaques italiennes sur le front de Isonzo, dans un premier temps avec succès, notamment en raison de la nécessité du redéploiement d'unités austro-hongroises face aux Russes. Il lance ainsi les sixième, septième et huitième batailles de l'Isonzo. Au cours de l'année suivante, il lance d'autres offensives sur l'Isonzo selon le modèle mis en place en 1915, avec guère plus de succès.
La participation de troupes allemandes aux côtés de celles de l'Autriche-Hongrie en 1917 change le rapport de forces et conduit à la défaite de Caporetto. Ses choix d'une défense statique, avec l'artillerie, aboutissent à la débâcle, notamment en raison du manque de coordination entre les différentes unités placées sous ses ordres, ainsi que l'absence de liaison entre l'infanterie et l'artillerie. De plus, sa mauvaise appréciation de la situation contribue à transformer en déroute la défaite qui se profilait.
Il songe alors à se suicider mais y renonce. Contraint à la démission, il est remplacé par le général Armando Diaz. En 1919, il fait partie de la délégation italienne à Versailles, mais une enquête officielle sur la défaite de Caporetto, qui le met en cause, l'oblige à retourner en Italie. Il est néanmoins nommé maréchal en 1924, quand Mussolini prend le pouvoir.

### Style de commandement
Sous sa direction, l'armée italienne a massivement recours aux pelotons d’exécution et aux décimations des soldats qui souhaitent la fin de la guerre. Il serait à l'origine de 750 condamnations et 270 exécutions sommaires.

## L'après-guerre
Sénateur de 1913 à 1928, Cadorna n'a pas adhéré au fascisme. En 1924, Benito Mussolini le nomme à la surprise générale maréchal d'Italie (Maresciallo d'Italia) et il est complètement réhabilité à la suite de la pression de l'amputé de la Grande Guerre Carlo Delcroix, président de l'association des anciens combattants.
Il est décédé à Bordighera le 21 décembre 1928 à la "Pensione Jolie", qui deviendra plus tard l'"Hôtel Britannique". Une plaque commémorative a été placée sur la façade du bâtiment. Son corps repose dans un mausolée, conçu par l'architecte Marcello Piacentini, dans sa ville natale (Pallanza), le long du lac Majeur.
En 1931, un croiseur léger de la Regia Marina a été baptisé en son honneur: le Luigi Cadorna; survivant à la Seconde Guerre mondiale, l'unité est restée dans la marine jusqu'en 1951, date à laquelle elle a été déclassée. Son fils Raffaele, nommé en l'honneur de son grand-père, poursuit également une carrière militaire et participe à la Seconde Guerre mondiale, commandant, après la reddition inconditionnelle des troupes italiennes aux Alliés en septembre 1943, les forces partisanes du nord de l'Italie rassemblées dans le Corps des volontaires de la liberté (Corpo volontari della libertà - CVL).

## Décorations et distinctions

### Décorations et distinctions italiennes
- Chevalier de grand-croix décoré du grand cordon de l'ordre de la Couronne d'Italie - 29 décembre 1910
 - Chevalier de grand-croix décoré du grand cordon de l'ordre des Saints-Maurice-et-Lazare - 30 janvier 1915
 - Chevalier de grand-croix décoré du grand cordon de l'ordre militaire de Savoie - 28 décembre 1916
 - Médaille mauricienne du mérite militaire de 10 années
 - Médaille commémorative de la guerre italo-autrichienne 1915-1918 (4 ans de campagne)
 - Médaille italienne de la Victoire interalliée
 - Médaille commémorative de l'Unité italienne
Maréchal d'Italie --- 4 novembre 1924
Données tirées du site web du Parlement italien.

### Décorations et distinctions étrangères
- Chevalier de grand-croix de l'ordre de l'Étoile de Karageorge (Serbie)
 - Chevalier de grand-croix de l'ordre équestre du Mérite civil et militaire (Saint-Marin)
 - Grand cordon de l'ordre de Léopold (Belgique)
 - Chevalier de grand-croix de l'Ordre de l'Aigle rouge (Empire allemand)
 - Chevalier de grand-croix de l'Ordre national de la Légion d'honneur (France)
 - Chevalier de la grande-croix de l'ordre du BainGrand-croix de l'ordre du prince Danilo Ier (Monténégro)
 - Chevalier de grand-croix de l'ordre du Bain (Royaume-Uni)
 - Membre de 1ère classe de l'ordre de Michel le Brave (Roumanie)
 - Croix de Guerre 1914-1918 (France)
 - Croix de Guerre 1914-1918 (Belgique)

## Divers

### Anecdotes
- Après le désastre de Caporetto, le général Cadorna s'est retiré au palais de Zara, à Trévise.[réf. nécessaire]

- Une chanson rappelle la haine des soldats pour Luigi Cadorna. Le refrain, simplissime, (Bim Bam Bom , al rombo del cannon ! - Bim Bam Bom, au fracas du canon !) provient d'une vieille chanson de soldats datant de la guerre de Libye  intitulé Bombacé [27] et la musique des couplets est reprise d'une chanson satirique intitulée La moglie di Cecco Beppe  (littéralement "La femme à Fanfan-Jojo") interprétation par nanni Svampa violente satire contre l'impératrice Elisabeth (Sissi) d'Autriche et son époux François Joseph de Habsbourg (le "Fanfan-Jojo" du titre) vus comme les ennemis héréditaires du peuple italien, chanson due au chansonnier romain Pietro − dit Sor − Capanna. Il en existe plusieurs versions avec des couplets dus à la créativité des soldats qui , au cours de la guerre étaient de plus en plus désillusionés vis à vis de leur Commandant en chef[28] :

« Il general’ Cadorna mangia le buon’ bistecche 
 Ma il povero soldato mangia castagne secche. »

« Le général Cadorna mange de bons biftecks
Mais le pauvre soldat mange des châtaignes sèches. »

Mais d'autres strophes presque aussi  fréquemment citées et chantées mettent en cause, pêle-mêle, le manque de moyens matériels (l'intendance qui ne "suit pas") les buts de guerre trop ambitieux (conquête de Trieste et de la Vénétie ou de Gorizia au prix du sang) l'enrôlement des très jeunes soldats de la classe 99 (Ragazzi del 99) envoyés au front à  17 ans sans vraie préparation militaire sur ordre de Cadorna, l'horreur des tirs fratricides et la collusion de Cadorna avec la classe dirigeante italienne et le roi Victor Emmanuel de Savoie .
« "Il Generale Cadorna s'ha fatto carritere 

   Un avia mula... attaca la  mogliere" »
« " Le général Cadorna s'est fait charretier militaire  

   Il n'y avait plus de mules, il a attelé sa femme" »
ou alternativement :
« Per asinello avia Vittor' Emmanuele"

"Il general' Cadorna s' a fatto aviatore
Mancanza di Benzina...Pissava nel motore"

Il General' Cadorna a scritto a la Regina
Se vo'l ver Trieste ....la vedi in cartolina"

Il general Gadorna ha fatto una sentenza
Pigliate mi Gorizia , vi mandero in licenza "

"Il general cadorna e diventato matto
Manda il 99 che fa ancor'pipi al letto"
"Il general Cadorna a comprato le vacche
E per il 99 che ancora beve il latte "

Sapete cosa  ha fatto la nostra artiglieria ?
hanno massacrato tutta la povera fanteria..."

"Il general Cadorna dorme , bevi,  mangia
Il povero soldato parte e non torna" »
« Et en guise d'âne il avait Victor Emmanuel"

 "Le général Cadorna s'est fait aviateur
 Mais pénurie d'essence....il pissait dans le moteur"

 Le Général Cadorna a écrit à la Reine
 Si tu veux voir Trieste, tu la verras...en carte postale "

 Le Général Cadorna a fait une déclaration
Prenez moi Gorizia , je vous enverrai en permission"

 " Le Général cadorna est devenu dingo
 il envoie au front le (contingent) 1899 qui fait encore pipi au lit"
"Le General cadorna a acheté des vaches
C'est pour le (contingent) 99 qui boit encore du lait."

 Savez vous ce qu'à fait notre artillerie ?
Ils ont massacré toute la malheureuse infanterie "

  " Le Général Cadorna, il dort, il boit, il mange

 Le pauvre soldat, il part et ne revient pas" »

Il va sans dire qu'une telle chanson, véritable condensé de toutes les misères du soldat italien de base, était considérée comme subversive (comme en France la chanson de Craonne dirigée contre le "boucher Nivelle") et pouvait valoir de très sérieux ennuis à qui la chantait publiquement: Un cas documenté est la condamnation à six ans de prison "pour propagande défaitiste"' d'un caporal, père de famille et décoré pour bravoure, qui l'avait chantée lors d'une permission dans sa ville natale de Brescia. La mainmise de cadorna sur la justice militaire et son traitement impitoyable des défaitistes (il avait fait rétablir  la peine de décimation venue du fond de l'antiquité romaine et s'en faisait publiquement gloire) est un fait historique avéré.
Encore chantée de nos jours  dans diverses versions elle figure en bonne place parmi les plus fameuses chansons du "folklore rouge" italien et du répertoire pacifiste. 
Selon un témoin cité par Del Boca, « Cadorna, lui, était notre véritable ennemi. Pas les Autrichiens ». Des civils slovènes furent fusillés en nombre sur le front de l’Isonzo. Il y eut l’enfer de Gorizia (Ô Gorizia, tu sei maledetta ! - « O Gorizia, toi tu es maudite ! »). Ceci fait référence aussi aux horreurs de l’Isonzo, avec notamment le « téléphérique de la mort » desservant le front, qui charriait cadavres et blessés déchiquetés - depuis le haut vers bas - en échange d’approvisionnements - de bas en haut…

### Hommages
- Une place porte son nom à Milan : le « piazzale Luigi Cadorna ».
- Il est mis en scène dans le film de Francesco Rosi, Les Hommes contre (1970).
- Une classe de croiseur légers et un navire furent baptisés en son honneur.
- Diverses rues et places de villes italiennes portent le nom de Cadorna, toutefois, dans un contexte de réevaluation historique, des voix s'élèvent, en particulier à gauche de l'échiquier politique [33] pour les débaptiser, au vu d'une image défavorable de grand vaincu de Caporetto et de "boucher des soldats italiens", c'est notamment chose faite depuis 2011 à Udine, dans la ville où le Général Cadorna avait installé son GQG , où le Piazzale Cadorna a été rebaptisé Piazzale dell' Unita Italiana-Place de l'unité Italienne [34]